# Zaouiat Sidi Hamza
Zaouiat Sidi Hamza (àrab زاوية سيدي حمزة) és una comuna rural de la província de Midelt de la regió de Drâa-Tafilalet. Segons el cens de 2014 tenia una població total de 5.454 persones.